# Lophosia jiangxiensis
Lophosia jiangxiensis là một loài ruồi trong họ Tachinidae.